# Cécile Feron
Cécile Feron née à Bruxelles le 25 novembre 1936, décédée à Uccle le 23 septembre 1994 est une architecte urbaniste diplômée de l’école Nationale supérieure d’architecture la Cambre.

## Biographie
Cécile Feron, fille de Nanette et Henri Feron, est née à Bruxelles en 1936. Diplômée architecte en 1960 et urbaniste en 1963, elle est membre de la S.C.A.B et l'union des femmes architectes de belgique ufvAb et membre, secrétaire, vice présidente et présidente du conseil de l'ordre des architectes de Brabant d’expression française. Elle est mariée à Etienne Pourbaix, avec lequel elle a  4 enfants (Anne, Sylvie, Olivier et Marion), son mari Etienne est aussi architecte et membre de la S.C.A.B.

## Éducation et formation
Cécile Feron fait ses études primaires à l'école Nouvelle Amélie Hamaïde, entame ses études secondaires au Lycée Émile Jacqmain et à l'école Decroly en section Latine Mathématiques et obtient son diplôme en 1954. Elle passe une année au Lycée Molière à Paris en classe de Philosophie. Cécile Feron poursuit ses études supérieures à l'Ecole Nationale Supérieure d 'Architecture en 1965, dans l'atelier de Monsieur Gérard et l'atelier de Victor Bourgeois en 1957, et est diplômée de l’Ecole Nationale supérieure d’architecture et des Arts decoratifs la Cambre le 29 juin 1960. Elle fait des stages au cours des études chez : Baucher-Blondel-Filippone. Elle construit des maisons particulières, depuis 1960, avec l'aide de P. Guillissen, I. Meuriceet et J. Murdoch au début. En  1963, elle présente une thèse en Urbanisme à l'Institut supérieur d’urbanisme sous la direction de Monsieur Wogensky, sur l'aménagement de Nieuport et obtient son diplôme avec distinction en septembre 1963.

## Réalisations
Cécile Feron est initiatrice de l’opération "une maison, son architecte" avec la participation de 230 architectes dont 10 % sont femmes.

### En collaboration avec Étienne Pourbaix
- 1960-1981 : Réalisation de plusieurs maisons individuelles parmi lesquelles une maison à Uccle[3], bâtiments industriels, écoles...

### En collaboration avec le bureau A.U.G
- 1968-1973 : Construction de différents bâtiments tels que le centre I.B.M à Ottignies Louvain-la-Neuve, constructions en Afrique, études et première phase de construction de l'hôpital Érasme[2]

### Projets indépendants avec l'aide de collaborateurs occasionnels
- 1962 : Bungalow à Uccle[4]

- 1965 : Maison personnelle[2]
- 1973 : Maison à Marcinelle[2]

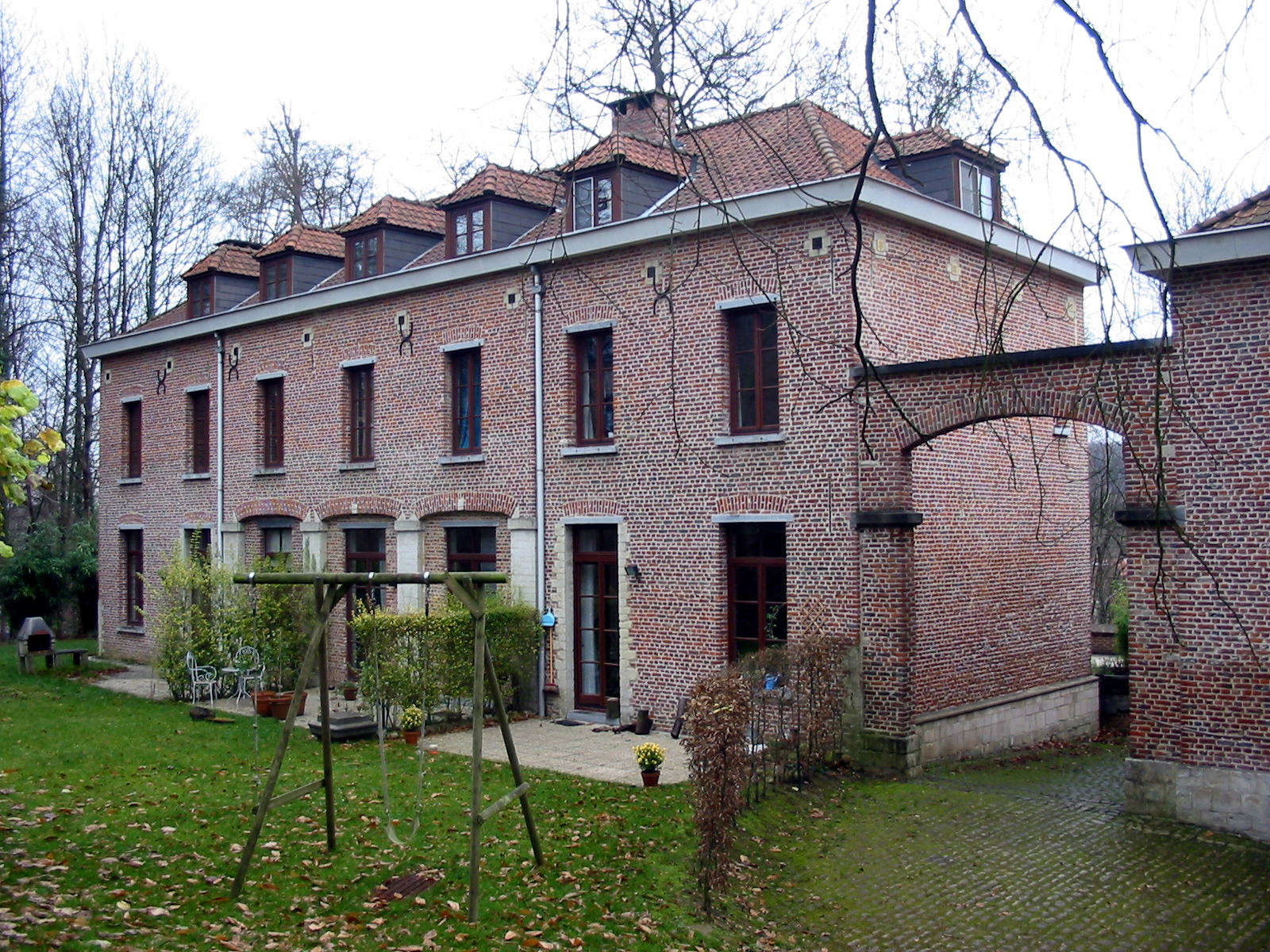
Projet de rénovation de 5 maisons unifamiliales à drève Van Kerm à Watermael-boitsfort par Cécile Feron

- 1976-1977 : Réalisation d'immeubles à appartements et bureaux à Bruxelles[2]

- 1982-1987 : Importantes transformations pour Facultés universitaires (salle de sport, auditoires, bibliothèque ...)[2]

- 1988 : Projet de rénovation à drève Van Kerm à Watermael-boitsfort, qui s'agit de modernisation et transformation d’une propriété rurale en 5 maisons unifamiliales[5]

## Engagements

### Conseil de l’ordre du Brabant d’expression française
Cécile Feron s'est inscrite d’office au tableau du conseil de l’ordre du Brabant d’expression française lors de sa constitution en 1963, Elle est élue membre du conseil de l’ordre du Brabant d’expression française lors des élections du 7 juin 1979 et est secrétaire-trésorière du conseil du 15 octobre 1979 au 14 octobre 1983, vice présidente du conseil du 15 octobre 1983 au 14 octobre 1985 et présidente du conseil du 14 octobre 1985 au 14 octobre 1987. À l'occasion du 25e anniversaire de l’ordre Cécile Feron a organisé une exposition de 222 maisons portes ouvertes en 1988.

### Société centrale d'architecture de Belgique
Cécile Feron sollicite son admission à la Société centrale d'architecture de Belgique en qualité de membre effectif le 7 février 1966,et elle est admise en qualité de membre effectif le 21 juin 1966. Elle est par la suite élu trésorière le 21 mars 1978. Elle prépare une exposition de "50 ans d’architecture" dans la région bruxelloise en octobre 1989 et est invitée comme présidente de la S.C.A.B à la journée d’étude en collaboration avec l’Union des Femmes architectes de Belgique U.F.A.B  à Chooz le 30 mai 1991, elle accueille des architectes bulgares qui font partie de l’union des architectes bulgares et a participé à l’organisation de leurs séjour le 5 mai 1992. En novembre 1995, le groupe de travail de S.C.A.B a examiné les documents proposant la création d’une A.S.B.L pour perpétuer la mémoire de l’action généreuse de Cecile Feron après sa mort.

### Union des Femmes architectes de Belgique
Cécile Feron a été une membre effective de l'Union des Femmes architectes de Belgique. À la suite de la démolition des maisons à Coudenberg, elle cosigne une pétition pour le réaménagement du site et participe à ce concours avec des membres de l'union des femmes architectes de Belgique (U.F.A.B). Elle participe aussi à l’exposition réalisée en la galerie "G" en mars 1982 par l'U.F.A.B et elle souhaite écrire un livre pour enfants pour leur expliquer la "Maison".